# Патка каролинка
Патка каролинка (лат. Aix sponsa) је делимично миграторна врста патке која се налази у Северној Америци. Мужјак је једна од најживописнијих северноамеричких пловуша. патка каролинка настањује приобална станишта, шумовите мочваре и слатководне мочваре. Витко тело патке каролинке омогућава коришћење шупљина америчке сиве жуне (Dryocopus pileatus) за гнежђење, а велике очи помажу јединкама да избегавају гране током летова кроз крошње дрвећа.

## Таксономија
Каролинку је формално описао шведски природњак Карл фон Лине 1758. године у десетом издању своје „Systema Naturae“ под биномним називом Anas sponsa. Карл фон Лине је свој приказ засновао на „летњој патки“ из Каролине коју је описао и илустровао енглески природњак Марк Кејтсби у првом тому своје књиге „Природна историја Каролине, Флориде и Бахамских острва“, објављене између 1729. и 1731. године. Карл фон Лине је одредио типску локацију као Северну Америку, али је то ограничено на Каролину након Кејтсбија. Каролинка се сада сврстава заједно са мандаринком у род Aix, који је 1828. године увео немачки природњак Фридрих Боје. Врста је монотипска: нису препознате подврсте. Име рода је старогрчка реч за неидентификовану птицу ронилицу коју је поменуо Аристотел. Специфични епитет "sponsa" је латински назив и значи „невеста“ (од spodere што значи „завет“).

## Опис
Каролинка је средње велика патка која се седе на дрвећу. Типична одрасла јединка има од 47-54 цм дужине са распоном крила између 66-73 цм. Тежина каролинке креће се од 454-862 г. Ово је отприлике три четвртине дужине одрасле патке глуваре (Anas platyrhynchos). Дели свој род са азијском мандаринком (Aix galericulata).
Одрасли мужјак има запањујуће разнобојно иридесцентно перје и црвене очи, са препознатљивим белим одразом на врату. Женкаје значајније мање шарена, има бели прстен око ока и беличасто грло. Обе одрасле јединке имају заобљене главе. Огледало на крилу је иридесцентно плаво-зелене боје са белим рубом на задњој ивици.
Мужјаково оглашавање је појачани звиждук, "џиииии"; женке испуштају продужено, појачано цикање, "виип виип", када се зарумене, и оштар "кр-р-ек", "кр-и-ек" за узбуну.

## Распрострањеност
Птице су током целе године станарице у деловима свог јужног подручја распрострањености, али северне популације мигрирају на југ током зиме. Зимујују на југу Сједињених Држава близу атлантске обале. 75% каролинки у Пацифичком миграционом путу нису миграторне.  Због свог атрактивног перја, такође су популарне у колекцијама птица водених станишта и као такве се често бележе у Великој Британији као луталице. Популације су се привремено настаниле у Сарију у прошлости, али се не сматрају самоодрживим као што је то случај са блиско сродном мандаринкама. Заједно са мандаринком, Каролинка се сматра инвазивном врстом у Енглеској и Велсу и незаконито је пуштати је у дивљину. С обзиром на њену аутохтону распрострањеност, врста је такође потенцијална природна луталица у Западној Европи и постоје записи у подручјима као што су Корнвол, Шкотска и острва Сили, за које неки посматрачи сматрају да могу бити повезани са дивљим птицама; међутим, с обзиром на популарност каролинке у заточеништву, било би изузетно тешко доказати њихово порекло. Каролинка је у појединачним случајевима пријављивана и у Србији, али процењује се да ду ове птице побегле из заточеништва.

## Понашање

### Гнежђење
Станиште за гнежђење каролинки су шумовите мочваре, плитка језера, мочваре, баре и потоци у источном делу Сједињених Држава, западној обали Сједињених Држава, неким суседним деловима јужне Канаде и западној обали Мексика. Добиле су енглеско име по томе што су једна од ретких врста патака које се налазе и гнезде на дрвећу. Последњих деценија, подручје гнежђења се проширило према Великим равницама. Тренутно се већина размножавања одвија у алувијалној долини реке Мисисипи. Обично се гнезде у шупљинама на дрвећу близу воде, мада ће искористити кутије за гнежђење у мочварним подручјима. Друге врсте могу се такмичити са њима за гнежђење, као што су птице грабљивице, као и сисари попут сивих веверица, а ове животиње такође могу заузети гнезда намењена каролинкама. Због тога, каролинке могу завршити у гнезду и до 1,5 km далеко од извора воде. Женке облажу своја гнезда перјем и другим меким материјалима, а узвишење пружа извесну заштиту од предатора као што су ракуни, сове и јастребови.  За разлику од већине других патака, каролинка има оштре канџе за качење на дрвеће и, у јужним регионима, може да произведе два легла у једној сезони — једина је северноамеричка патка која то може.
Каролинке обично полажу своја прва јаја од фебруара до априла. Женке обично полажу седам до петнаест јаја која се инкубирају у просеку тридесет дана. Међутим, ако су кутије за гнежђење постављене преблизу једна другој, женке могу полагати јаја у гнезда својих суседа, што може довести до гнезда са тридесет или више јаја и неуспешне инкубације – понашање познато као „напуштање гнезда“.
Дан након што се излегу, поткрушци пачићи се пењу до отвора гнездне шупљине и скачу са дрвета гнезда на земљу. Јутро након излегања, к\enка ће напустити гнездо да се храни и увери се да је безбедно за своје пачиће. Када одлучи да је безбедно, користи мајчински зов да позове пtиће. Пачићи могу скочити са висине од чак 15 метара, преживљавајући слетањем у воду или на меки материјал као што је отпадно лишће. Мајка их дозива к себи и води их до воде.  Пачићи до овог тренутка могу да пливају и сами проналазе храну. Каролинке више воле да се гнезде изнад воде како би младунци имали меко слетање.

### Исхрана и храњење
Каронике се хране скупљањем хране са површине воде уместо роњењем под водом) или испашом на копну. Углавном једу бобице, жир и семе, али и инсекте, што их чини сваштоједима.  Могу да згњече жир након што га прогутају у свом делу желуца који се зове бубац.

## Статус
Популација каролинке је озбиљно опала крајем 19. века као резултат великог губитка станишта и лова на месо и перје за тржиште женских шешира у Европи. До почетка 20. века, каролинке су постале ретке, готово нестајући у многим подручјима. Као одговор на Споразум о птицама селицама, успостављен 1916. године, и доношење Закона о споразуму о птицама селицама САД из 1918. године, каролинке су коначно почеле да се поново насељавају. Спровођењем постојећих прописа о лову и заштитом шумских и мочварних станишта, популације каролинки почеле су да се опорављају почев од 1920-их. Постављање кутија за гнежђење почев од 1930-их додатно је помогло очувању каролиники.  Синопсис доказа из више студија које су спровели Вилијамс и др. (2020) закључио је да је обезбеђивање вештачких места за гнежђење дивљих птица, укључујући каролинке, корисно. Дрвене кутије за патке показале су се мање ефикасним од природних, шупљих, мртвих стабала, али су генерално корисне за популацију.
Власници земљишта, као и управници паркова и уточишта, могу подстаћи каролинке изградњом кутија за гнежђење за каролинке у близини језера, бара и потока. Фулда, Минесота, усвојила је каролинку као незваничну маскоту, а велики број кутија за гнездо може се наћи у том подручју.
Ширење популације северноамеричког дабра (Castor canadensis) широм подручја каролинке, такође је помогло обнављању популације, јер даброви стварају идеално шумско мочварно станиште за каролинке.
Популација каролинке се значајно повећала у последњих неколико година и IUCN их сматра најмање угроженим таксоном. Повећање је последица рада многих људи који граде дрвене кућице за патке и очувају витално станиште за размножавање каролинки. Током отворене сезоне лова на птице водених подручја, америчким ловцима је дозвољено да улове само две каролинке дневно на Атлантском и Мисисипијском миграционом путу. Међутим, за сезону 2008–2009, ограничење је повећано на три. Ограничење за каролинке остаје на две на Централном миграционом путу и на седам у Пацифичком миграционом путу. То је друга најчешће ловљена патка у Северној Америци, после патке глуваре.

## У популарној култури
Године 2013, Краљевска канадска ковница је створила два новчића у знак сећања на каролинку. Ова два новчића су део сета од три новчића који помаже у промоцији организације Ducks Unlimited Canada, као и у прослави њене 75. годишњице.

## Галерија
- Мужјак патке каролинке
- Паче патке каролинке
- Гнездећи пар патке каролинке
- Женка патке каролинке са два пачета
- Глава мужјака патке каролинке
- Мужјак патке каролинке из профила
- Мужјак патке каролинке у еклипси
- Женка патке каролинке
- Полетање патке каролинке са леда
- Мужјак патке каролинке у лету
- Мужјак хибрид патке каролинке и патке глуваре (Aix sponsa x Anas platyrhynchos)